# Bolla dei tulipani

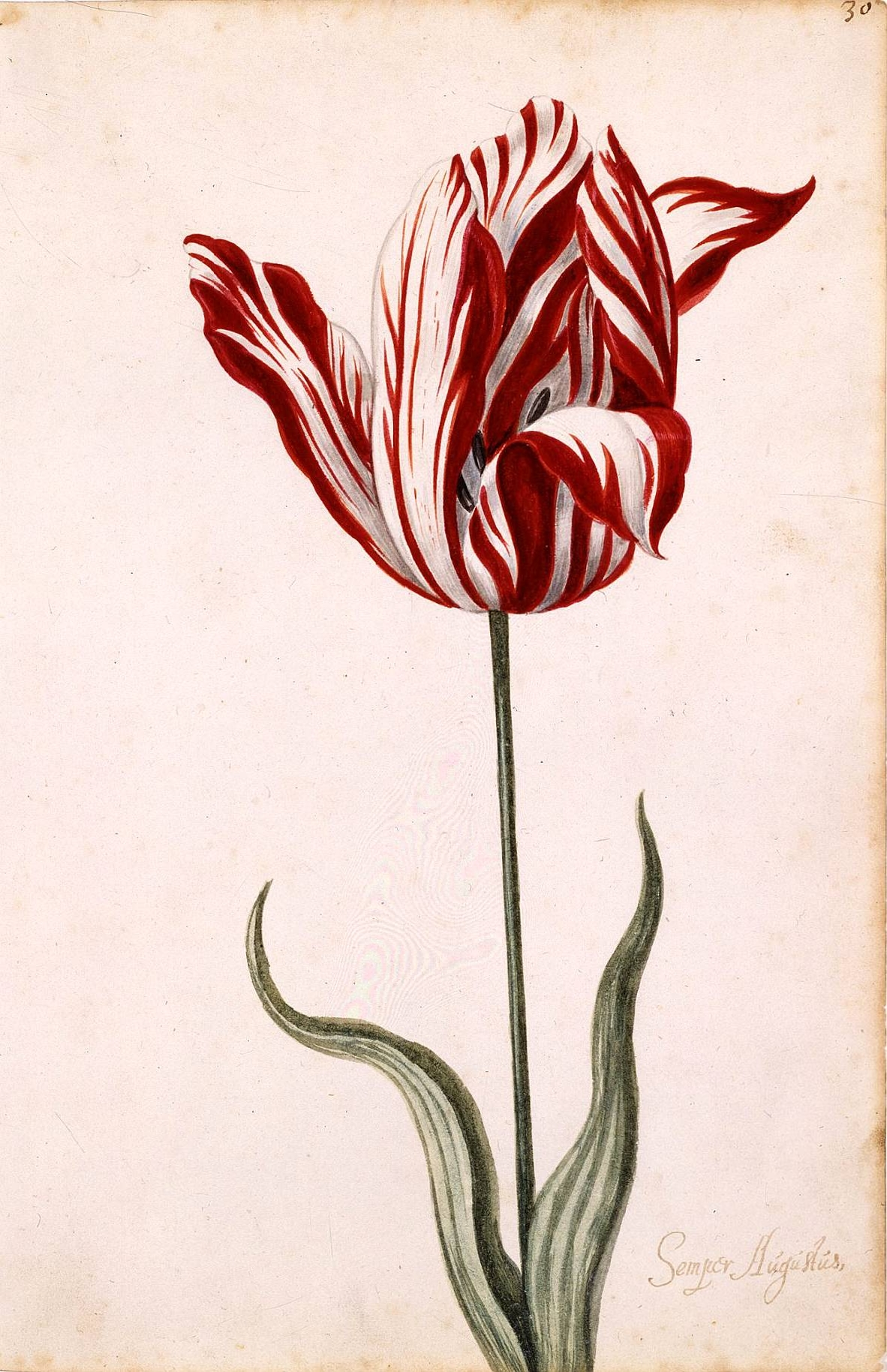
Acquerello del XVII secolo raffigurante il Semper Augustus, il bulbo più famoso, venduto ad un prezzo record

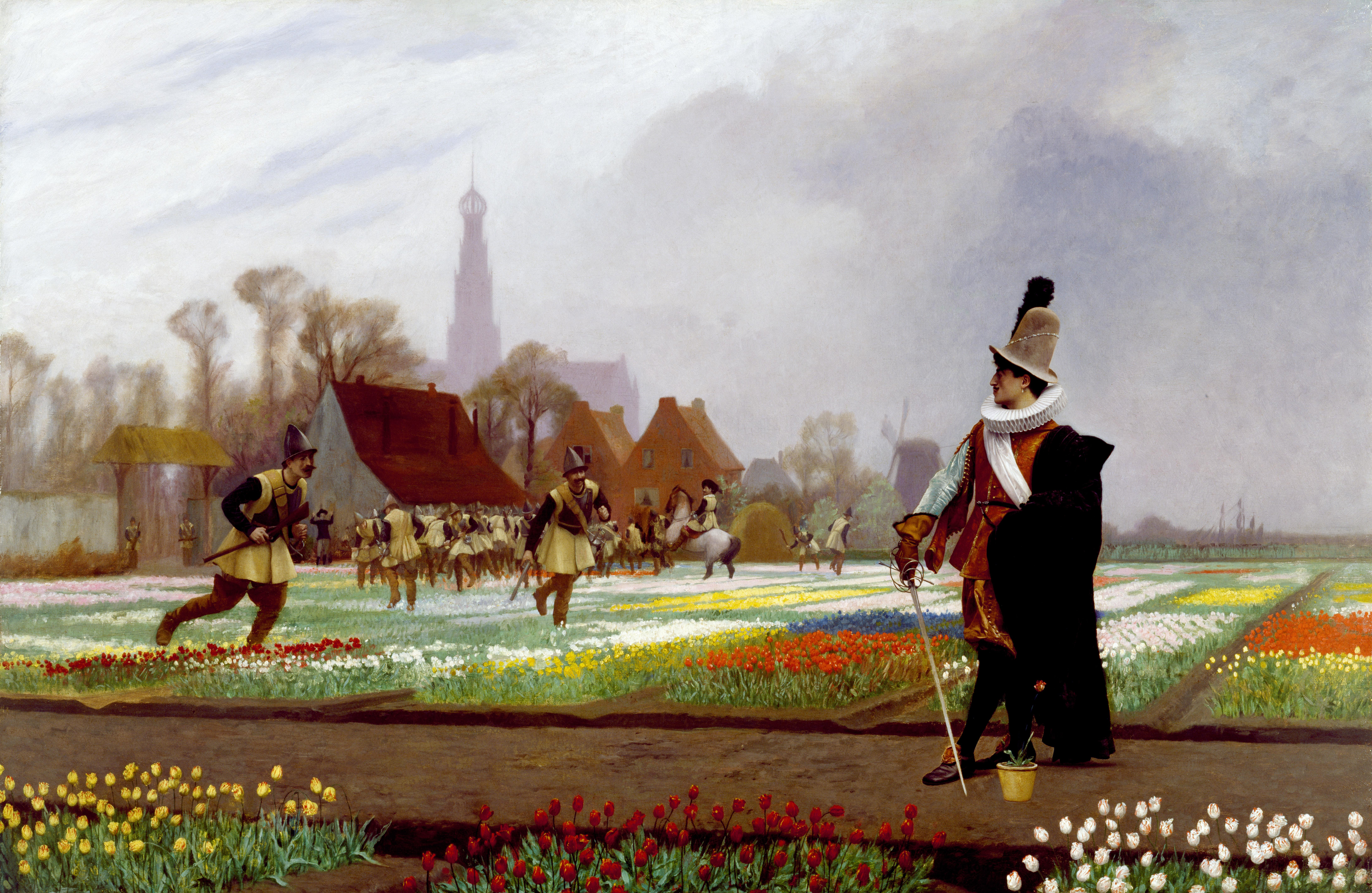
La Follia del Tulipano, di Jean-Léon Gérôme

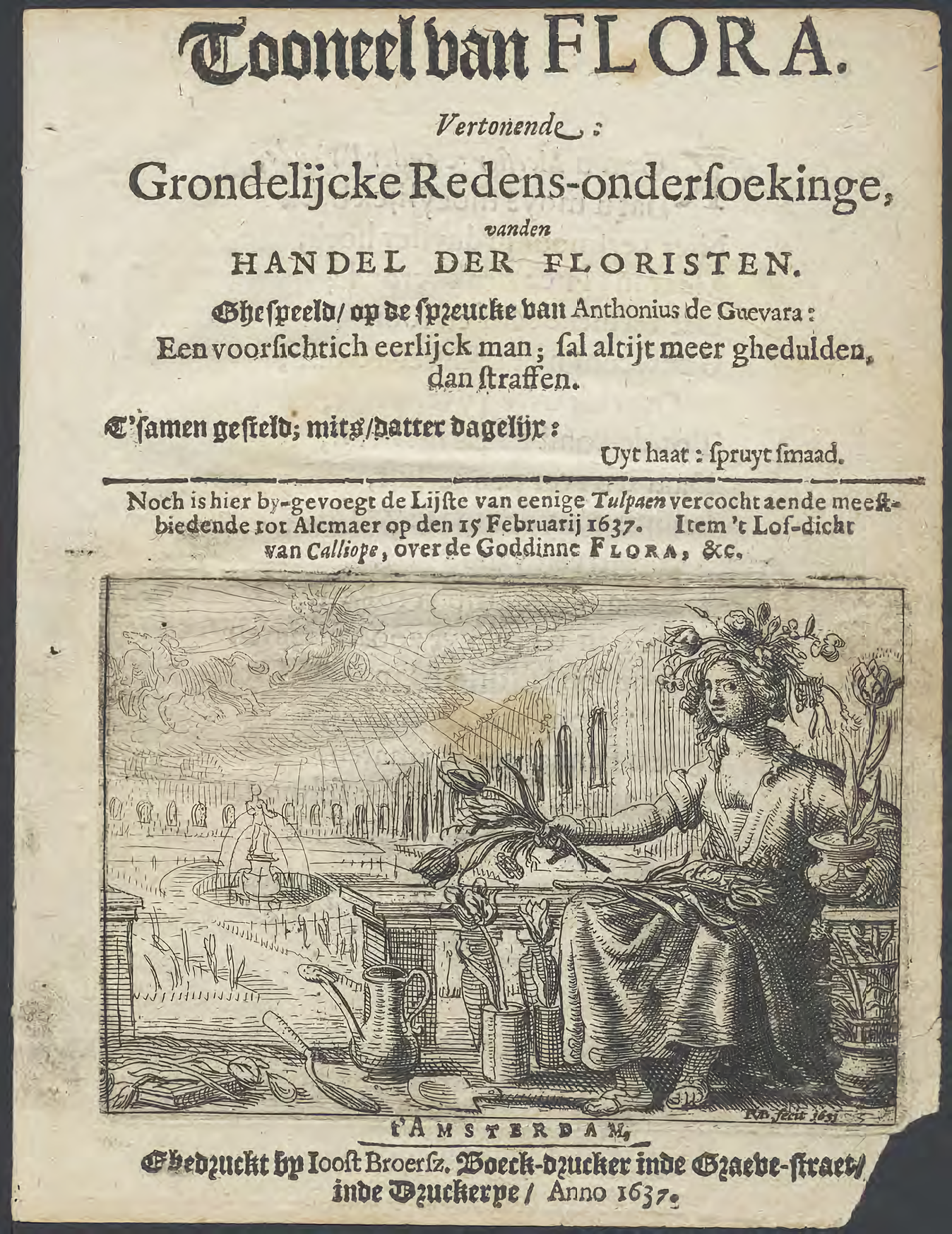
Pamphlet sulla Bolla dei tulipani, stampato nel 1637

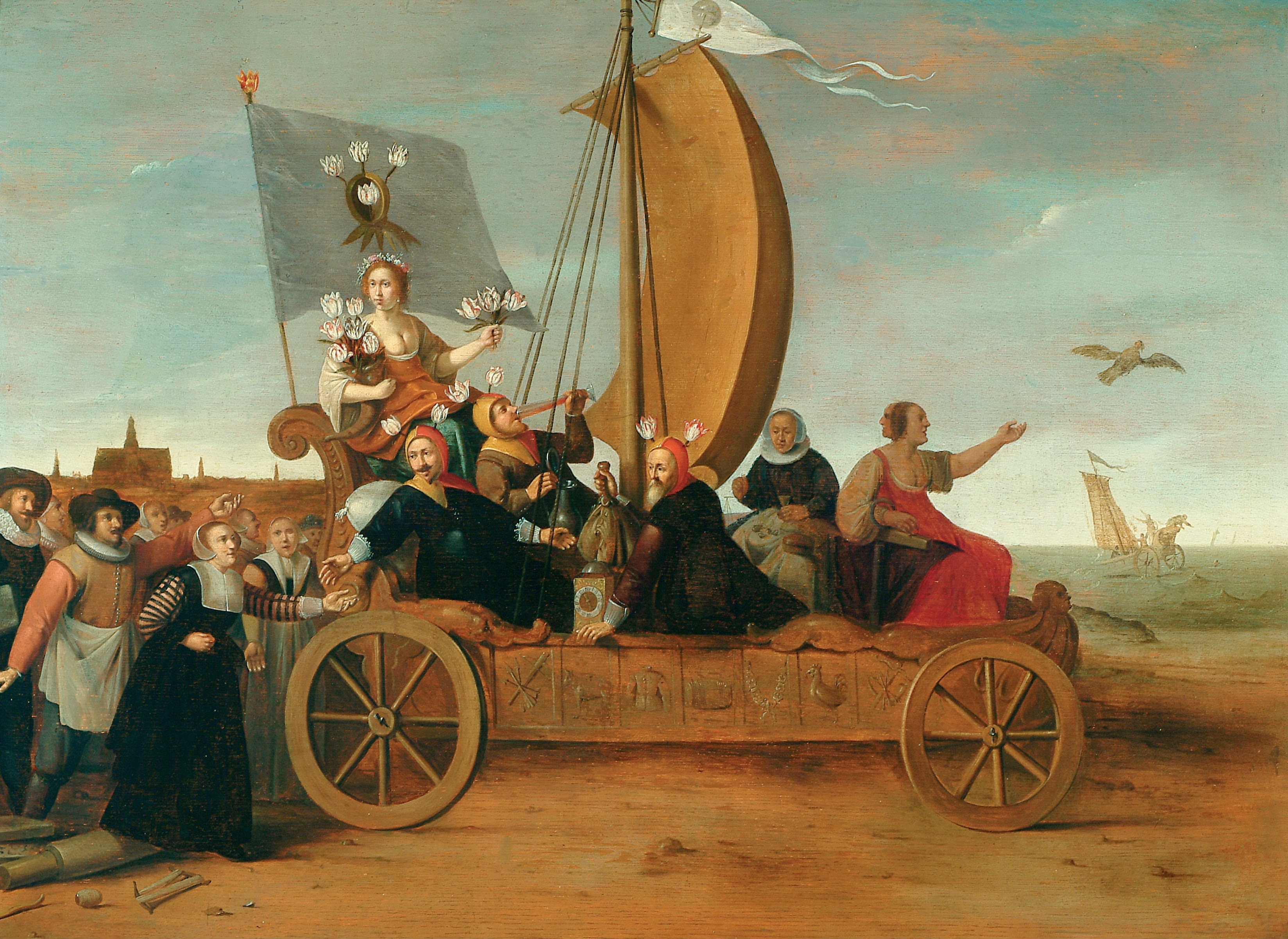
Il fenomeno di follia collettiva, in un'allegoria di Hendrik Pot ispirata alla Nave dei folli di Sebastian Brant

Indice dei prezzi standard per i contratti dei bulbi, con il brusco crollo in febbraio. Mancando i dati tra il 9 febbraio e il 1º maggio, la forma del grafico del ribasso non è nota

La bolla dei tulipani è stata una bolla speculativa sui prezzi dei bulbi dei fiori scoppiata nell'economia olandese del Seicento. È stata un'eccessiva corsa dei prezzi, che è divenuta la prima ad essere documentata nella storia del capitalismo.
Nella prima metà del XVII secolo, nei Paesi Bassi la domanda di bulbi di tulipano fu così eccessiva che ogni singolo bulbo di tulipano raggiunse prezzi enormi (sopra a 200 fiorini olandesi); questo straordinario livello dei prezzi calò comunque drasticamente in breve tempo. A partire dal 1636, il bulbo di tulipano diventò il quarto principale prodotto di esportazione dei Paesi Bassi dopo gin, aringhe e formaggio. Il prezzo dei tulipani salì alle stelle a causa della speculazione sui futuri tulipani fra coloro che non avevano mai visto i bulbi. Molte persone ottennero e persero la loro fortuna da un giorno all'altro.

## Storia
Il tulipano, introdotto nei Paesi Bassi intorno al 1560 dalla Turchia, aveva destato meraviglia nei viaggiatori occidentali tornati dal Medio Oriente, che lo importarono in patria; qui la sua coltivazione, presumibilmente iniziata nel 1593 da Carolus Clusius, divenne sempre più su larga scala e raggiunse una tale popolarità che nel 1620 il tulipano era il fiore più di moda e uno status symbol nei Paesi Bassi. In poco tempo si scatenò una forsennata competizione fra i membri del ceto medio a superarsi nel possesso dei tulipani più rari.
Alle varietà di tulipano erano assegnati nomi esotici, a volte venivano chiamate con nomi di ammiragli olandesi. Nel 1623, un singolo bulbo di una specifica qualità di tulipano poteva costare anche un migliaio di fiorini olandesi (il reddito medio annuo dell'epoca era di 150 fiorini). I tulipani erano scambiati anche con terreni, bestiame, e case. Presumibilmente, un buon negoziante poteva anche guadagnare 6 000 fiorini al giorno.
Nel 1635 fu registrata una vendita di 40 bulbi per 100 000 fiorini (2 500 fiorini a bulbo. A titolo di paragone, una tonnellata di burro costava circa 100 fiorini e "otto maiali grassi" costavano 240 fiorini). Un prezzo record fu pagato per il bulbo più famoso, il Semper Augustus, venduto ad Haarlem per 6 000 fiorini.
Nel 1636 i tulipani erano scambiati nei "collegi" ospitati in taverne di numerose città olandesi. Agli acquirenti era richiesto di pagare una commissione del 2,5 % chiamata "soldo del vino", fino a un massimo di 3 fiorini per scambio. Erano, dunque, scambi "over-the-counter" al di fuori delle normali borse valori. Questo incoraggiò tutti i membri della società al commercio di tulipani; molte persone vendevano e compravano immobili o altri possedimenti per poter speculare sul mercato dei tulipani. Alcuni speculatori fecero grandissimi profitti.
Alcuni commercianti vendevano bulbi che erano stati appena piantati o quelli che avevano intenzione di piantare (sostanzialmente dei futures sui tulipani). Questa pratica fu soprannominata windhandel (letteralmente, "commercio del vento"), in quanto spesso i bulbi non erano fisicamente consegnati all'atto dell'acquisto. Nonostante un editto statale del 1610 negasse il carattere di coercibilità legale a questo genere di contratti, rendendo illegale questa pratica, la legislazione non riuscì a far cessare l'attività negoziale.
La bolla speculativa scoppiò nel 1637 quando, a seguito di un'asta di Haarlem andata deserta, si incominciò a pensare che la domanda di tulipani non avrebbe potuto più mantenersi a quei livelli, e questa opinione si diffuse man mano che aumentava il panico. Il cosiddetto panic selling causò un rapidissimo crollo dei prezzi dei bulbi. Alcuni detenevano contratti per comprare tulipani a prezzi dieci volte maggiori di quelli di un mercato ormai crollato, mentre altri si trovarono a possedere bulbi che valevano un decimo di quanto li avevano pagati. Centinaia di olandesi, inclusi uomini di affari e dignitari, caddero in rovina.
Tutti i tentativi esperiti per risolvere la situazione in modo da accontentare tutti si rivelarono un insuccesso. In sostanza, ciascuno rimase nella situazione finanziaria in cui si trovava alla fine del crollo: nessuna corte poteva imporre che i contratti venissero adempiuti, perché i giudici considerarono questi debiti alla stregua delle obbligazioni naturali contratte con il gioco d'azzardo, e quindi non esigibili attraverso un'esecuzione forzata.

## Raffronti con epoche successive
Simili bolle dei tulipani ci furono anche in altri paesi d'Europa, ma mai di dimensione paragonabile a quella olandese.
In Inghilterra, nel 1800, il prezzo di un singolo bulbo di tulipano era di quindici ghinee, somma che bastava ad assicurare a un lavoratore e alla sua famiglia cibo, vestiti e alloggio per sei mesi.
La bolla dei tulipani è stata oggetto di discussione agli inizi del XXI secolo in relazione all'emergere di fenomeni finanziari simili come la crisi dei mutui subprime, che peraltro, esplosa su scala locale, è stata all'origine di un'ondata di crisi su scala economica globale. Nel film Wall Street - Il denaro non dorme mai, diretto da Oliver Stone nel 2010, il protagonista Gordon Gekko parla estesamente della bolla dei tulipani in relazione alle cause della crisi economica del 2008.
Il co-protagonista maschile del libro Colpa delle stelle di John Green si chiama Augustus, con un evidente riferimento alla bolla dei tulipani. Infatti i fiori che regala all'innamorata sono tulipani, in onore del viaggio ad Amsterdam che i due stanno per compiere. Inoltre Augustus è malato di cancro, il che lo porterà alla morte entro la fine del libro, come il Semper Augustus si estinse a causa del virus che permetteva al fiore di avere la caratteristica colorazione.
Nel 2017, la repentina ascesa del prezzo dei Bitcoin e delle altre criptovalute venne accostata da numerosi economisti, giornalisti, politici e grandi investitori, alla bolla dei tulipani.